# Edat de plata dels còmics
L'edat de plata dels còmics (Silver Age of Comics) és un període de la història del còmic estatunidenc en què l'èxit comercial dels principals comic books va anar acompanyat de diversos desenvolupaments artístics. És el retorn dels còmics de superherois — després de passar de moda durant uns quants anys — que marca l'inici del període. Succeint l'Edat Daurada dels còmics, i un període intermedi en la primera meitat dels anys cinquanta, l'Edat de Plata cobreix el període des de 1956 fins a finals dels anys seixanta. Llavors dona pas al període següent, anomenat edat de bronze, al qual succeeix llavors l'edat moderna. Diversos autors importants van contribuir a la primera part de l'època, com ara els guionistes Stan Lee, Gardner Fox, John Broome i Robert Kanigher, i els dibuixants Curt Swan, Jack Kirby, Gil Kane, Steve Ditko, Carmine Infantino, John Buscema i John Romita Sr. Quan l'Edat de Plata s'acostava a la seva fi, una nova generació d'autors va sortir al primer pla, incloent guionistes com Denny O'Neil, Mike Friedrich, Roy Thomas o Archie Goodwin i dibuixants com Neal Adams o Jim Steranko.
Després de la Segona Guerra Mundial, els còmics de superherois van perdre el seu nombre de lectors pels còmics de terror, criminals i romàntics. A la dècada de 1950, aquests tres gèneres van desaparèixer al seu torn. Moltes editorials es troben aleshores en conflicte, amb la creació d'un organisme regulador que, de fet, obliga els editors a autocensurar-se. Aleshores, és la desaparició de la primera empresa de distribució la que debilita encara més la professió. No va ser fins al 1956 que els còmics de superherois van renéixer amb l'aparició d'una nova versió de Flash, a Showcase nº 4 (data de portada octubre de 1956) publicat per DC Comics el juliol d'aquell any. Aviat seguida de la recreació de molts herois i el reagrupament de molts d'ells a la Lliga de la Justícia, aquesta resurrecció és el punt de partida de l'Edat de Plata. Aleshores altres editorials van intentar copiar DC. Va ser Marvel, sota la direcció de Stan Lee, qui ho va aconseguir millor en llançar Els Quatre Fantàstics a Fantastic Four nº 1, publicat l'agost de 1961.
Aquest període també va estar marcat per la caiguda de l'editorial de còmics estatunidenca més important, Dell Comics, les vendes de la qual es van dividir per quatre entre principis dels anys 50 i els 60, mentre que altres editorials ho van fer bé, com Archie Comics, així com de nous com Warren Publishing. A més, els anys 60 també van ser els del naixement del còmic underground, que va atacar violentament la societat estatunidenca amb autors com Robert Crumb. Aquests còmics underground imposen el seu propi model econòmic, mentre que el del còmic convencional ha canviat poc en comparació amb el període de l'època daurada. En canvi, les convencions estilístiques de guions i dibuixos són rebutjades per autors innovadors com Stan Lee i Carmine Infantino, i dibuixants com Jack Kirby i Gene Colan. A mesura que la societat estatunidenca evoluciona, els aspectes formals també canvien. Els missatges que transmetien aquestes obres es van mantenir, però, conservadors, i no va ser fins al final del període que el còmic estatunidenc per al gran públic va experimentar una autèntica evolució en aquest punt.

## Origen del terme
Segons l'historiador de còmics Michael Uslan l'aparició més antiga de l'expressió «Silver Age»" es troba a la secció de correu de lectors de Justice League of America nº 42 de febrer de 1966. Scott Taylor, un lector de Westport, Connecticut, escriu: «Si continueu ressuscitant els herois de l' Edat d'Or [1930-40], d'aquí a 20 anys la gent anomenarà aquesta dècada els anys seixanta de plata [núm. 1]!» Altres aficionats es van apropiar ràpidament d'aquesta picada d'ullet als «Swinging Sixties» i l'expressió «Silver Age» va substituir, entre els lectors i fins i tot els comerciants, les expressions sinònimes «segona època heroica del còmic» i «edat moderna del còmic».

## Història

### L'edat Daurada
L'Edat Daurada dels còmics va començar l'any 1938 amb la publicació del primer número d'Action Comics en què apareixia per primera vegada el personatge de Superman. Aquest període abasta tota la Segona Guerra Mundial, durant la qual l'entreteniment de les historietes va proporcionar escapisme barat i d'un sol ús per a tothom, independentment de l'edat i el gènere. Durant aquesta edat d'or es van crear molts superherois, com Superman, Batman i Wonder Woman de DC Comics, el Captain Marvel de Fawcett Comics i el Capità Amèrica de Timely Comics.
Tot i que els còmics en format de comic book van tenir un gran èxit comercial, amb vendes de diversos milions d'exemplars per a determinats títols, van ser cada cop més criticats després de la guerra, i van ser acusats notablement d'encoratjar l'augment de la delinqüència juvenil. Aquesta acusació és infundada, ja que des de llavors s'ha demostrat que aquest augment era directament proporcional al de la demografia. Tanmateix, es va fer virulent i va trobar moltes veus per transmetre-la. El fet que els delinqüents juvenils diguin llegir còmics es pren com a denominador comú. El psicòleg Fredric Wertham recull aquesta idea al seu llibre Seduction of the Innocent, publicat el 1954. En aquest llibre, que en el seu moment va tenir una gran repercussió, Wertham va atribuir el comportament dels joves delinqüents a la seva lectura, eludint la responsabilitat de l'entorn familiar.
El mateix any, mentre una subcomissió senatorial investigava aquests suposats vincles entre la lectura de còmics i l'auge de la delinqüència juvenil, les editorials de còmics van decidir crear un òrgan d'autocensura. Tement l'establiment de la censura estatal, creen el Comics Code Authority per regular i limitar la violència als còmics. A partir d'aleshores, els còmics de detectius o de terror ja no es van distribuir, fet que va provocar la desaparició de diversos títols i grans editorials com EC Comics. La fallida d'aquests editors provoca la de les empreses de distribució, que en la seva caiguda impliquen altres editors.

### El període intermedi

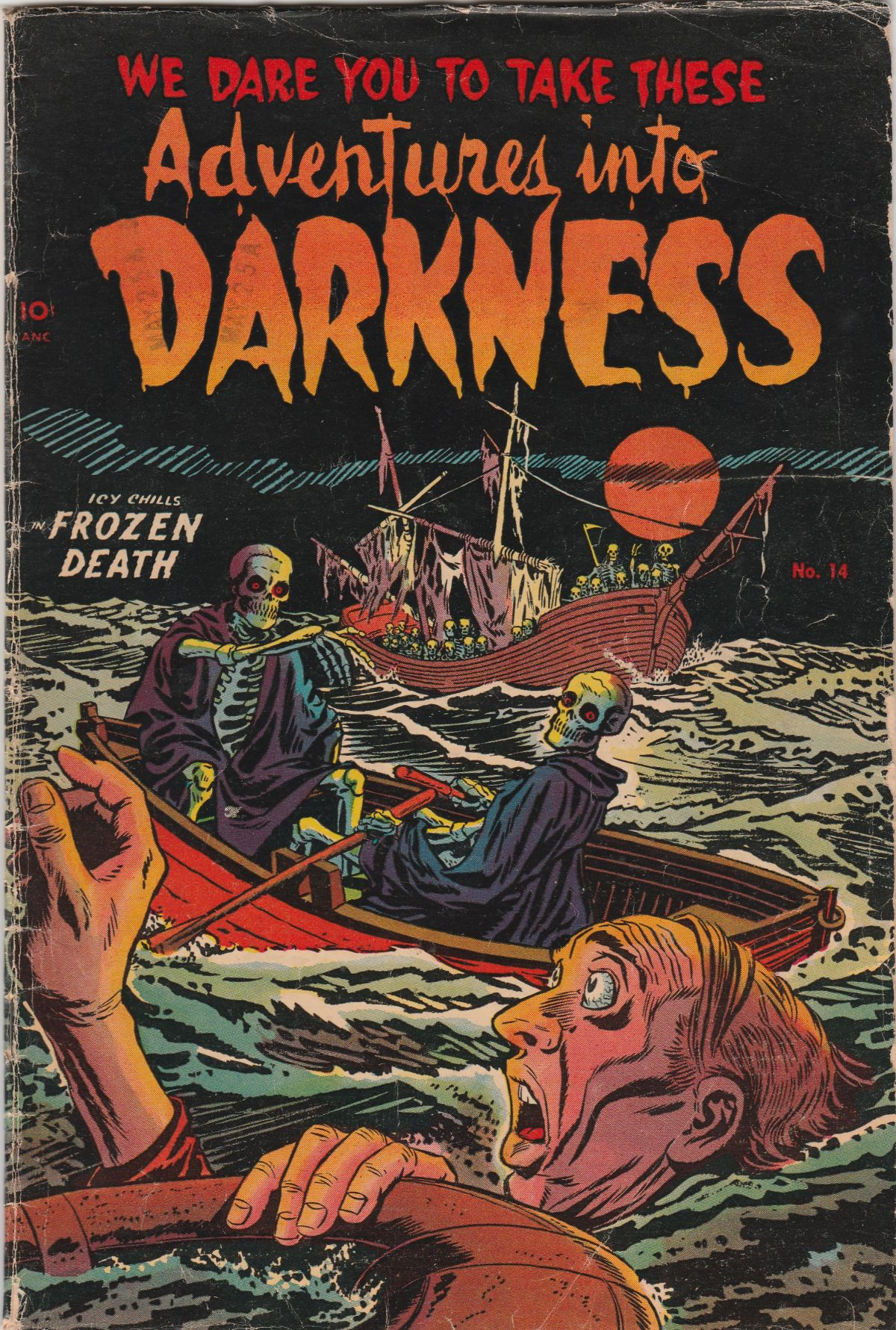
Mostra de còmics de terror: Avventures Inot Darkness nº 14.

Els anys 1954-1956 constitueixen un període intermedi, de vegades sobrenomenat de l' «edat atòmica»: aleshores van deixar d'aparèixer molts èxits de l'edat daurada, però encara no es van substituir. Van ser anys de crisi, en què moltes editorials cessen les seves activitats. Els còmics romàntics, de terror i criminals han desaparegut o són una ombra del que eren, mentre que els còmics de superherois són una minoria. Hi ha molts intents de reviure o crear superherois com Captain Comet, que debuta a Strange Adventures nº 9 del juny de 1951 i que el columnista de Comic Book Resources Steven Grant presenta com el primer superheroi de l'edat de plata, o fins i tot Fighting American, creat el 1954 pels autors del Capità Amèrica Joe Simon i Jack Kirby, però la seva publicació només arriba als nou números. Amb la publicació dels Youn Men Comics nº 24 el desembre de 1953, Atlas Comics (abans Timely Comics) intenta reviure els seus herois de l'Edat d'Or (Capità Amèrica, la Human Torch i Namor), però aquests intents de ressuscitar superherois són efímers i no tenen èxit empresarial. Cansat de la lluita, Atlas Comics va publicar el seu darrer títol de superherois, un número de Submariner Comics, l'octubre de 1955.

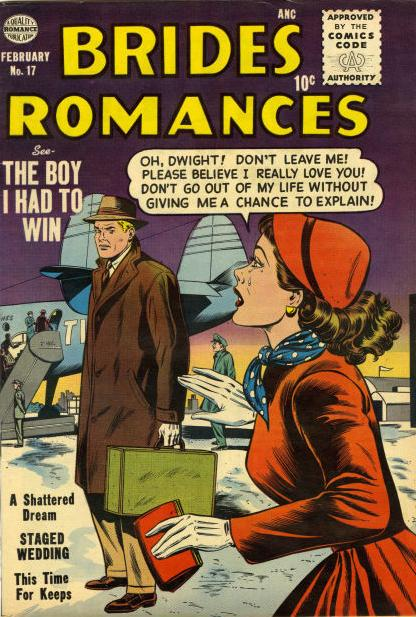
Exemple de còmic romàntic - Brides Romances nº 17.

Altres editorials també intenten llançar còmics de superherois, sense més èxit. Així, Charlton Comics va publicar el març de 1956 el primer número de Nature Boy creat per Jerry Siegel i John Buscema però va aturar el títol després de només cinc números.
L'establiment del Comics Code va ser el primer calvari que van haver de patir les editorials, però s'hi va afegir un segon l'any 1956, quan l'empresa de distribució American News Company, la més gran del sector a nivell nacional, va cessar tota activitat. Per motius difícils d'identificar, aquesta pròspera empresa decideix de sobte deixar de distribuir revistes, obligant els editors a buscar ràpidament altres distribuïdors. Aquests últims ho aprofiten per imposar condicions desfavorables als editors. El cas d'Atlas Comics és, en aquest sentit, especialment conegut. L'any 1955 encara era una de les editorials de còmics més importants del país, amb 85 revistes. L'any següent, Martin Goodman va decidir deixar de distribuir els seus propis còmics i va preferir delegar aquest treball a American News Company . Quan American News va desaparèixer només sis mesos després, Goodman es va veure obligat a cedir la distribució dels seus còmics a Independent News, una filial de DC Comics. El contracte entre les dues parts obliga a Atlas Comics a publicar només 8 còmics al mes. Goodman i Stan Lee, que n'és el director editorial, opten per publicar 16 còmics quinzenals, principalment de l'oest, romàntics i bèl·lic.
No obstant això, altres editorials estan passant aquestes crisis sense grans dificultats. El més important de l'època, Dell Comics, segueix venent còmics per més d'un milió de còpies. El propietari de Dell, George T. Delacorte, sempre s'havia negat a publicar còmics de terror o crims, afavorint còmics inofensius per al públic més jove. Les publicacions de Dell consisteixen, doncs, en adaptacions de pel·lícules, portades de tires còmiques o històries amb animals antropomòrfics de dibuixos animats. Els còmics més reeixits són els còmics amb personatges de Walt Disney a Walt Disney's Comics and Stories i els westerns. Després de les pel·lícules, sèries de televisió com Gunsmoke el 1956 o Maverick el 1958 van ser adaptades per Dell. Quan American News va deixar de distribuir els còmics, Dell va aprofitar per fundar la seva pròpia empresa de distribució, que els va protegir de la crisi que afectava altres editorials.

### Renaixement de superherois

#### DC Comics
Mentre que els editors s'enfronten amb més o menys facilitat a les crisis properes de l'establiment del Comics Code i la desaparició de la American News Company, l'editorial DC Comics, que encara publica les aventures de Superman, Batman i Wonder Woman, intenta reviure els superherois, començant amb l'aparició del Martian Manhunter al nº 225 de Detective Comics (novembre de 1955). Alguns historiadors consideren que aquest personatge és el primer superheroi de l'Edat de Plata. Tanmateix, l'historiador de còmics Craig Shutt, autor de la columna Ask Mister Silver Age a la Comics Buyer's Guide, no està d'acord. Segons ell, el Martian Bloodhound pertany més aviat a la categoria de "detectius divertits" que utilitzen les seves habilitats especials per resoldre crims. DC té diversos personatges semblants en aquell moment: «detectius de televisió, detectius indis, detectius sobrenaturals i detectors d'animals». Shutt considera que el Martian Hound només esdevé un superheroi al nº 273 de Detective Comics (novembre de 1959), quan rep la seva identitat secreta i tota la panoplia que la comporta. Segons ell, el Martian Hound no tenia el potencial d'iniciar una nova era per als còmics de superherois.

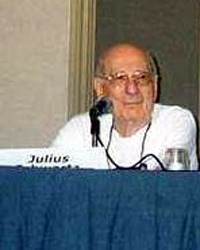
Julius Schwartz (a la foto el 2002), una figura emblemàtica de DC durant l'Edat de Plata.

El nº 225 de Detective Comics, per tant, generalment no es considera el primer còmic de l'Edat de Plata. Aquest honor recau en el quart número de Showcase, amb data de portada octubre de 1956, en què apareix una nova versió del superheroi Flash El revisor Will Jacobs considera que aquest número marca una veritable desviació de la qualitat dels tres superherois històrics de DC: un Superman disponible «en grans quantitats, però de mala qualitat», un Batman amb millor comportament, però clarament «rutinari» comparat amb les seves aventures dels anys quaranta, i una Wonder Woman que, en perdre els seus creadors, va perdre el seu encant. La portada de Showcase nº 4 es va fer famosa: mostra en Flash corrent tan ràpid que s'escapa d'un rotllo de pel·lícula. El ressorgiment d'aquest personatge és obra de l'editor Julius Schwartz, el guionista Gardner Fox i el dibuixant Carmine Infantino. Robert Kanigher va escriure les primeres històries d'aquest nou Flash, i John Broome també va escriure moltes d'elles durant els primers anys.
Després de l'èxit de Showcase nº 4, diversos altres superherois de la dècada de 1940 tornen sota el paraigua de Schwartz, però en versions renovades. Es crea una nova Green Lantern al nº 22 de Showcase de John Broome al guió i Gil Kane al dibuix. Gil Kane també participa en el retorn d'Atom al nº 34 d'aquesta mateixa revista. Hawkman va reaparèixer poc després amb guions de Gardner Fox i dibuixos de Joe Kubert, que abans havien treballat junts en el personatge durant l'Edat d'Or. Aquests herois només s'ajusten als seus orígens superficialment: tenen el mateix nom, però el vestuari, les identitats secretes i el guió de les seves aventures canvien. Per justificar els seus poders, els guionistes van recórrer a la ciència més que a la màgia, que era l'explicació més habitual als anys trenta. Així, la Green Lantern Verda de l'Edat d'Or, l'enginyer de ferrocarrils Alan Scott, tenia un anell alimentat per una llanterna màgica. El seu substitut de l'Edat de Plata, el pilot de proves Hal Jordan, també posseeix un anell, però el seu està alimentat per una bateria alienígena, i tots dos objectes són obra d'una força policial intergalàctica. Julius Schwartz, un gran aficionat a la ciència-ficció, és a l'origen d'aquesta evolució del personatge.
L'any 1956 és, doncs, un any important per a DC, ja que veu la recreació de les antigues glòries de l'editorial. També veu la presa de possessió d'un antic competidor: l'editorial Quality Comics. DC es converteix així en el propietari de diversos herois com Blackhawk, Plastic Man de Jack Cole o Uncle Sam.
L'any 1960, al nº 28 de The Brave and the Bold Flash i Green Lantern uneixen forces amb Martian Manhunter, Wonder Woman i Aquaman per formar la Lliga de la Justícia, una associació de superherois que és una nova versió de la Societat de la Justícia d'Amèrica de l'edat daurada. Batman i Superman també en són membres, encara que les seves aparicions es redueixen, al principi, a cameos. La Lliga va ser tan ben rebuda pels lectors que l'any 1961 va rebre la seva pròpia sèrie, que va veure les millors vendes de l'any per a un nou còmic.

#### Marvel Comics

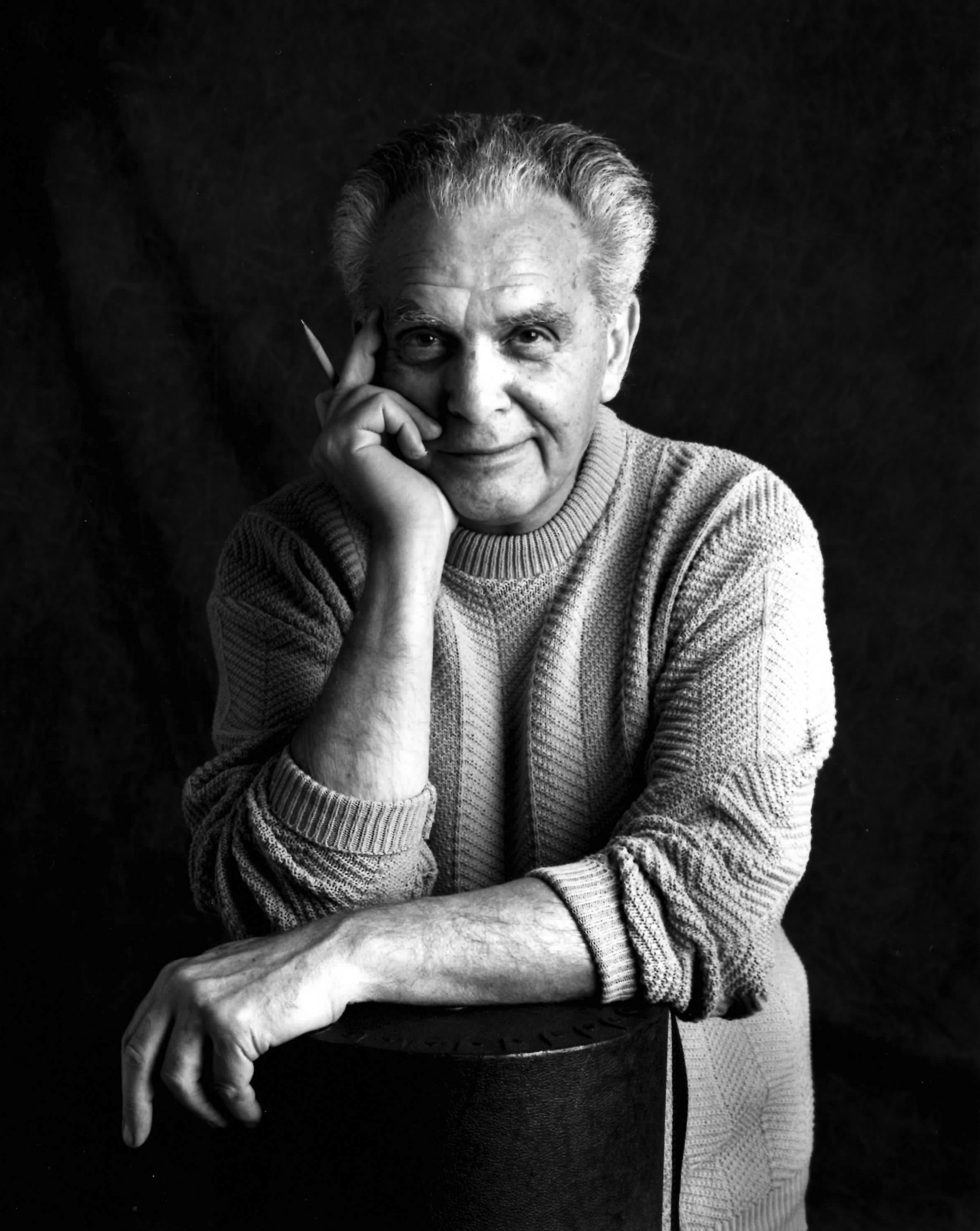
Jack Kirby (fotografia de 1992), cocreador de Fantastic 4, Thor, Hulk, etc.

L'èxit del retorn dels superherois a DC Comics es nota entre la competència, i en particular a Atlas Comics, rebatejada com a Marvel Comics. Quan el còmic de la Justice League of America es va convertir en el número u en vendes el 1961, el propietari de Marvel, Martin Goodman, va preguntar a Stan Lee — que era aleshores l'últim empleat que quedava a temps complet de l'empresa — d'escriure una sèrie amb un equip de superherois. Cansat d'escriure històries de monstres, Lee estava a punt de deixar el món editorial. Accepta l'obra que li va confiar Martin Goodman però, per consell de la seva dona, aporta al seu guió elements d'originalitat que contrasten amb les convencions heretades de l'època daurada. A partir de Fantastic Four nº 1, publicat l'agost de 1961, Lee es proposa descriure herois que ni són perfectes ni desconeixen la por. Poden tenir dubtes, perdre la calma o discutir entre ells. En termes generals, els personatges experimenten les mateixes emocions que els humans normals. L'escenari està servit pel dibuix de Jack Kirby, que també contribueix a les històries i que des de 1959 havia tornat a treballar per a Atlas. Amb Joe Simon hi havia creat el Capità Amèrica el 1940, quan l'empresa encara es deia Timely, però els havien tancat la porta el 1942 després d'un desacord amb Goodman.
Lee i Kirby comencen així a crear diverses sèries d'èxit a partir d'aquesta idea: mostrar herois amb poders prodigiosos que s'enfronten al mal, alhora que s'enfronten a les dificultats de la vida quotidiana que també viuen els lectors. Després dels Quatre Fantàstics, venen les creacions de Hulk, Thor, l'Home Formiga (Ant-Man) i els Venjadors (The Avengers) i els X-Men, així com la reaparició del Capità Amèrica. Els herois de les diferents sèries es troben habitualment — molt més que a DC — dins d'un Univers Marvel que Stan Lee concep com a coherent. Encara que Jack Kirby treballa molt ràpidament, no pot dibuixar-ho tot i Stan Lee ha de demanar a altres dibuixant de plasmar les seva sèries d'èxit en imatges. Kirby sovint participa en la creació d'herois abans de lliurar-los a un altre dibuixant. Spider-Man, dibuixat per Steve Ditko, apareix a les pàgines de l'últim número de Amazing Fantasy l'any 1962. L'any següent, Iron Man va fer la seva primera aparició sota el llapis de Don Heck.
Les idees de la història de Stan Lee i Kirby van ajudar a donar de Marvel una imatge d'una editorial més innovadora i atrevida i la van fer més popular entre els aspirants a escriptors de còmics, tot i que DC va romandre, a mitjans dels anys seixanta, dominant les vendes.

### Altres editors

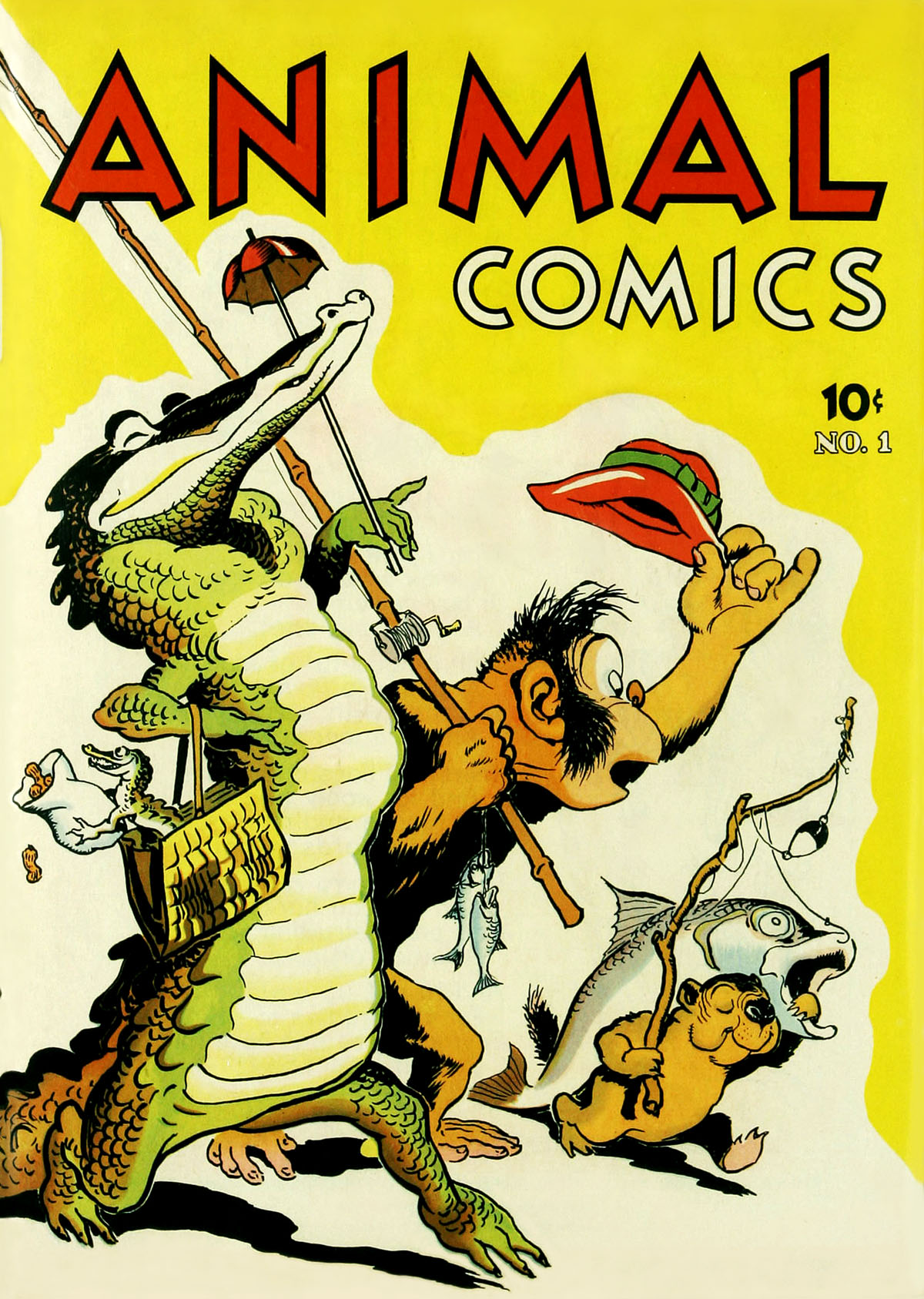
Portada del primer número d'Animal Comics l'any 1942

A l'inici de l'edat de plata, l'editorial Dell Comics continuava sent l'editorial més important del mercat, per davant de DC i Marvel. Els seus còmics, que utilitzen personatges existents en altres llocs, assoleixen regularment el milió de còpies venudes; Walt Disney's Comics and Stories vendia constantment més 3 millions de còpies durant l'any 1953. El 1955, Dell publica més de la meitat dels còmics que apareixen als Estats Units. No obstant això, aquest període pròsper va cessar a la segona meitat de la dècada de 1950, com ho il·lustra la caiguda constant de les vendes de Walt Disney's Comics and Stories: a principis dels anys 60 només representen la meitat dels de principis dels 50. La decisió d'augmentar el preu dels còmics de 10 a 15 cèntims, suposadament per limitar les pèrdues, resulta contraproduent ja que provoca una caiguda encara més gran de les vendes.

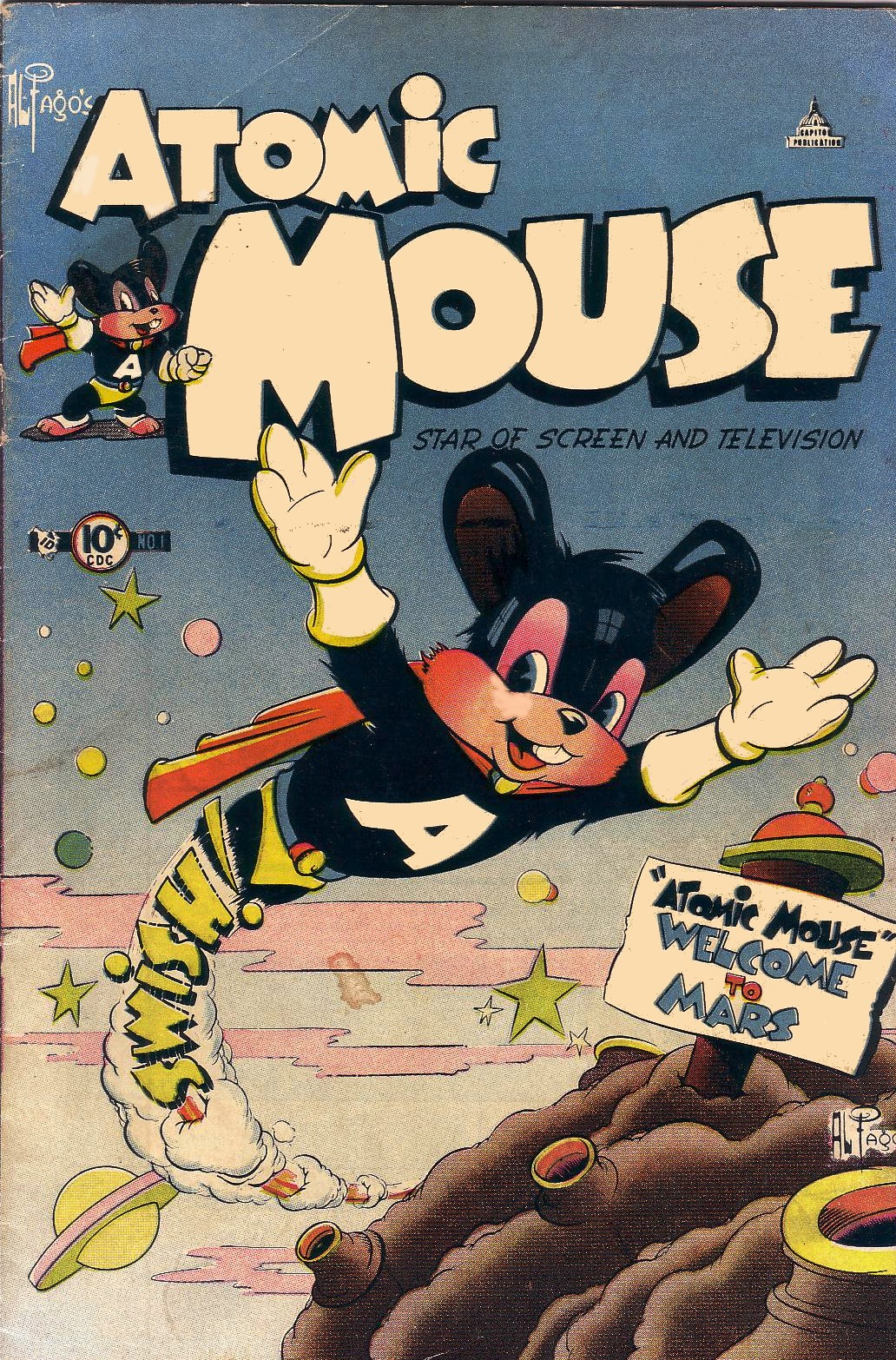
Portada del primer número d'Atomic Mouse publicat el març de 1953 per Charlton Comics

Aquestes dificultats financeres van precipitar la ruptura de l'acord entre Dell Comics, que finançava i ocupava el paper editorial en l'elecció de la sèrie a publicar, i Western Publishing, l'empresa que posseïa els drets dels personatges adaptats. Aquest prefereix l'any 1962 crear la seva pròpia editorial de còmics: Gold Key Comics. Les dues companyies continuen publicant adaptacions de sèries de televisió, però també creacions originals. Diversos personatges de Gold Key (Magnus, Robot Fighter, Doctor Solar, Man of the Atom, Turok) van ser continuats a la dècada de 1990 per Valiant Comics. A més, els còmics de Gold Key, encara que no arribin a les xifres de vendes passades, segueixen tenint èxit. Així la sèrie The Man from Uncle va aparèixer l'any 1967 en l'onzè lloc de vendes en un rànquing dominat pels còmics de Batman i Superman.
El 1959, Harvey Comics va comprar tots els drets dels personatges propietat de Famous Studios, que fins aleshores només tenien llicència a Harvey. Els pocs intents de diversificació dels anys seixanta van acabar amb un fracàs, i els responsables de Harvey van preferir, aleshores, limitar-se al gènere en què tenien èxit, el còmic per a nens. Deixen de comprar llicències de personatges existents i s'adhereixen a les que tenen. Archie Comics fa el mateix centrant-se en els seus còmics de comèdia amb adolescents, el més famós dels quals és Archie Andrews. Les vendes de còmics d'Archie es van mantenir a un nivell alt, amb poc més de 480 000 còpies al mes el 1967, cinquè lloc en vendes de l'any. Archie Comics, però, intenta aprofitar la bogeria dels superherois creant nous personatges com The Fly de Joe Simon i Jack Kirby l'any 1959, o recuperant superherois de l'època daurada com The Shield. Tanmateix, aquestes sèries no van tenir molt èxit i van desaparèixer totes l'any 1967.
A principis dels anys 50, Charlton Comics, després de comprar els drets de sèries abandonades per les editorials en fallida, va llançar molts còmics, cap dels quals va durar. Aquestes sèries tenen poc interès i els autors, molt mal pagats, no busquen fer obres de qualitat. Quan Atlas Comics, a causa de la desaparició d'American News Company, va haver de despendrer-se de molts autors, alguns van ser contractats per Charlton, com Wally Wood, John Severin o John Buscema. No s'hi van quedar gaire abans de trobar contractes dignes del seu talent en un altre lloc. Aquesta producció, generalment a un nivell baix, va persistir durant tota l'edat de plata. No obstant això, van destacar alguns còmics, en particular la línia de superherois Action Heroes creada el 1965 per Dick Giordano, el nou editor de Charlton. Steve Ditko va dibuixar diverses històries, però sense èxit i els còmics de superherois van ser abandonats per l'editoriail el 1967. Dick Giordano va deixar Charlton l'any següent per a DC i es va endur molts dibuixants amb ell. Charlton torna llavors a la seva producció clàssica: seguir les modes i limitar al màxim els costos de producció.

### Tires còmiques i revistes de còmics

#### Tires còmiques
Durant aquest període, les Tires còmiques perden la seva importància als diaris i el lloc que se'ls concedeix disminueix. A més, les tires humorístiques comencen a substituir altres gèneres, com les sèries d'aventures. Entre les sèries d'èxit de l'època, trobem Blondie, the Peanuts i Pogo, que aleshores va abandonar el format de còmic sota el qual apareixia i després només es va publicar en forma de tira.

#### Revistes

##### Mad i els seus imitadors
Des de 1952, EC Comics publica Mad, primer en format comic book, després en format revista a partir del nº de 1955. Harvey Kurtzman, creador i editor dels primers números, va deixar la revista l'abril de 1956. El seu substitut, Al Feldstein, va aconseguir que la revista fos un gran èxit amb vendes que superen constantment el milió de còpies. Mad dona la benvinguda llavors a Don Martin, Antonio Prohías, creador, des de 1960, de la sèrie Spy vs. Spy vs., Dave Berg, que a partir de 1961 va dibuixar la seva sèrie The Lighter Side, i Sergio Aragonés el 1962.
Poc després del debut de Mad, van aparèixer imitacions. La majoria amb una durada molt curta (Nuts només arriba a dos números, Zany quatre, etc.) però alguns, com Cracked, aconsegueixen imposar-se. John Severin, un altre exalumne d' EC Comics que va treballar amb Kurtzman, és un dels principals col·laboradors de la revista. El 1960, Sick, publicat per Crestwood Publications i editat per Joe Simon, també va començar una carrera duradora.

##### Editorial Warren

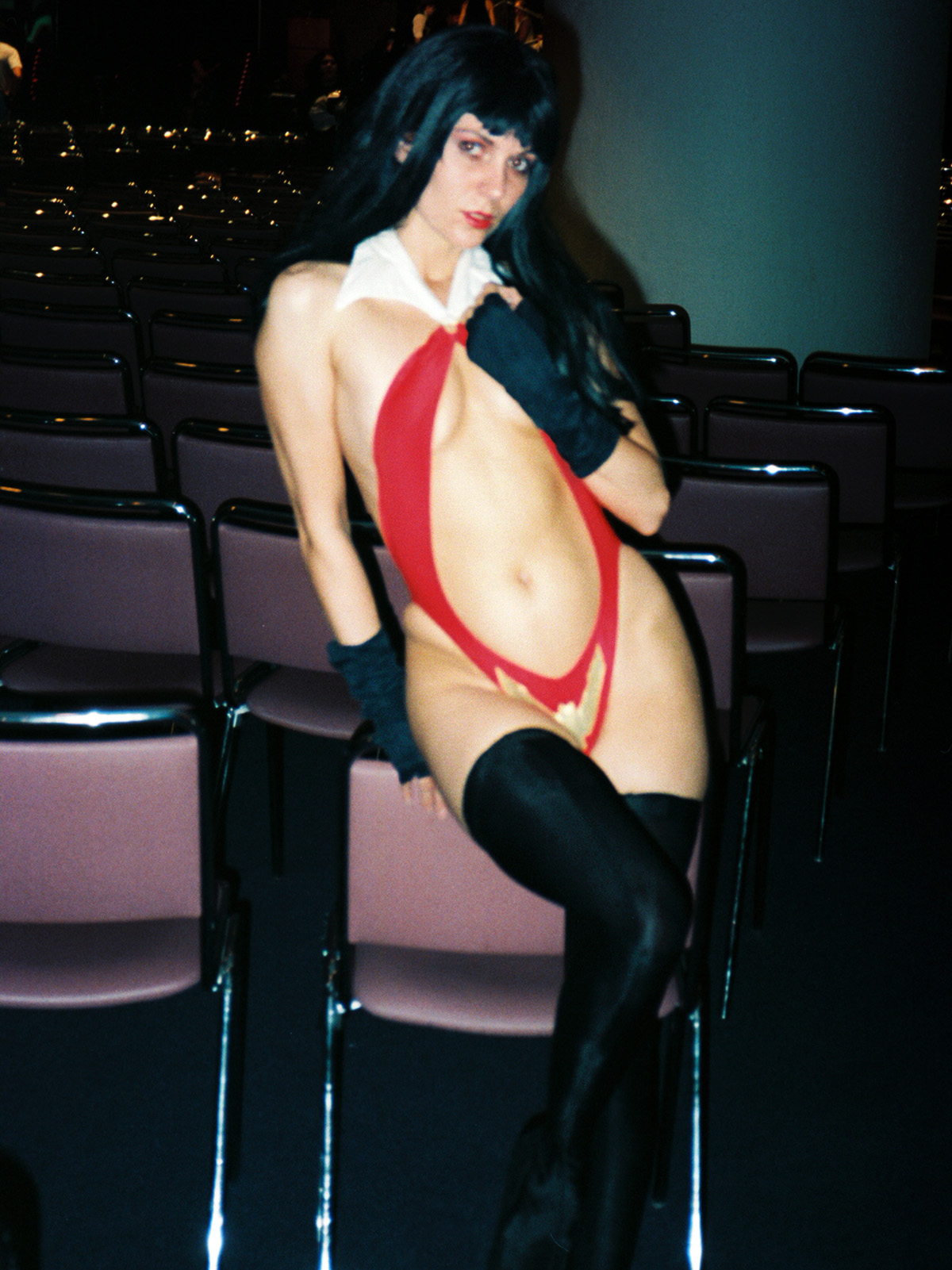
Cosplayer de Vampirella

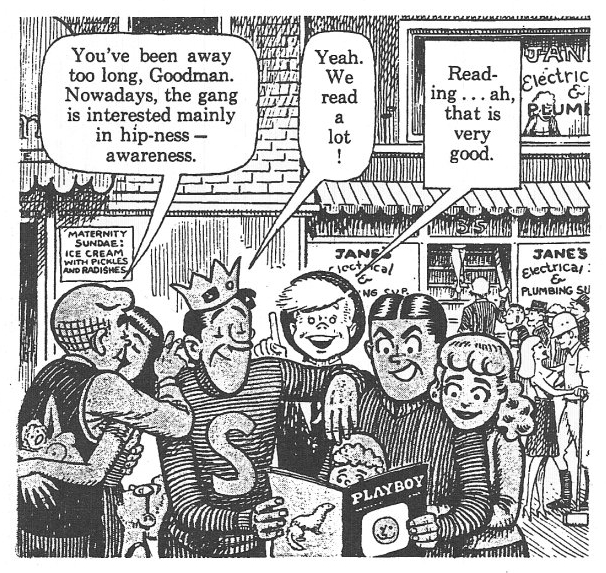
Fragment de Goodman Goes Playboy publicat a Help! per Harvey Kurtzman i Will Elder

Warren Publishing va ser fundada l'any 1958 per James Warren i, en els seus inicis, va publicar una revista dedicada als monstres de pel·lícules anomenada Famous Monsters of Filmland. L'èxit d'aquesta revista va portar a la creació de Favourite Western of Filmland, l'editor en cap del qual era Harvey Kurtzman. Després que aquesta revista es suspengués, Kurtzman es va convertir en responsable d'una nova revista de comèdia titulada Help!. Encara que no es tracta exclusivament d'una revista de còmics, hi publiquen tires diversos autors com Jack Davis i Will Elder, dos antics dibuixants que van treballar per a EC Comics com Kurtzman. Després que Gloria Steinem fos substituïda per Chuck Alverson com a editora associada, el nombre de còmics presents va augmentar. Apareixen noves figures com Gilbert Shelton, Robert Crumb o Skip Williamson, futures estrelles del còmic underground. Warren Publishing publica aleshores Famous Films, una altra revista on els còmics estan molt presents amb dibuixants com Wally Wood i Joe Orlando, altres dos antics EC. James Warren decideix llavors publicar més revistes de còmics: Creepy debuta el 1964 i Eerie el 1966. Aquestes dues revistes estan formades per històries de terror en la tradició de les editades per EC, i trobem els noms de diversos dibuixants d'aquesta empresa. El director editorial de Warren Publishing en aquell moment era Archie Goodwin, que també va ser un dels seus principals guionistes. La seva marxa, l'any 1967, i les preocupacions financeres van posar l'empresa en dificultats, però la creació d'una nova revista, titulada Vampirella, va permetre a Warren Publishing abordar la nova dècada amb optimisme.
Una altra editorial també publica històries de terror: Eerie Publications. No obstant això, les seves revistes són de molt menor qualitat que les de Warren. La majoria de les històries són reedicions procedents dels fons d'editorials desaparegudes. El propietari d'Eerie, Myron Fass, compra les planxes que s'utilitzen per imprimir els còmics i els fa redissenyar, afegint tants elements horripilants com sigui possible, fent que aquestes revistes tendeixin al gore. Menys important que Warren Publishing, Eerie Publications, tanmateix, va aconseguir mantenir-se entre 1966 i 1981. És sobretot durant l'Edat de Bronze dels còmics que està en actiu.

### Còmics underground

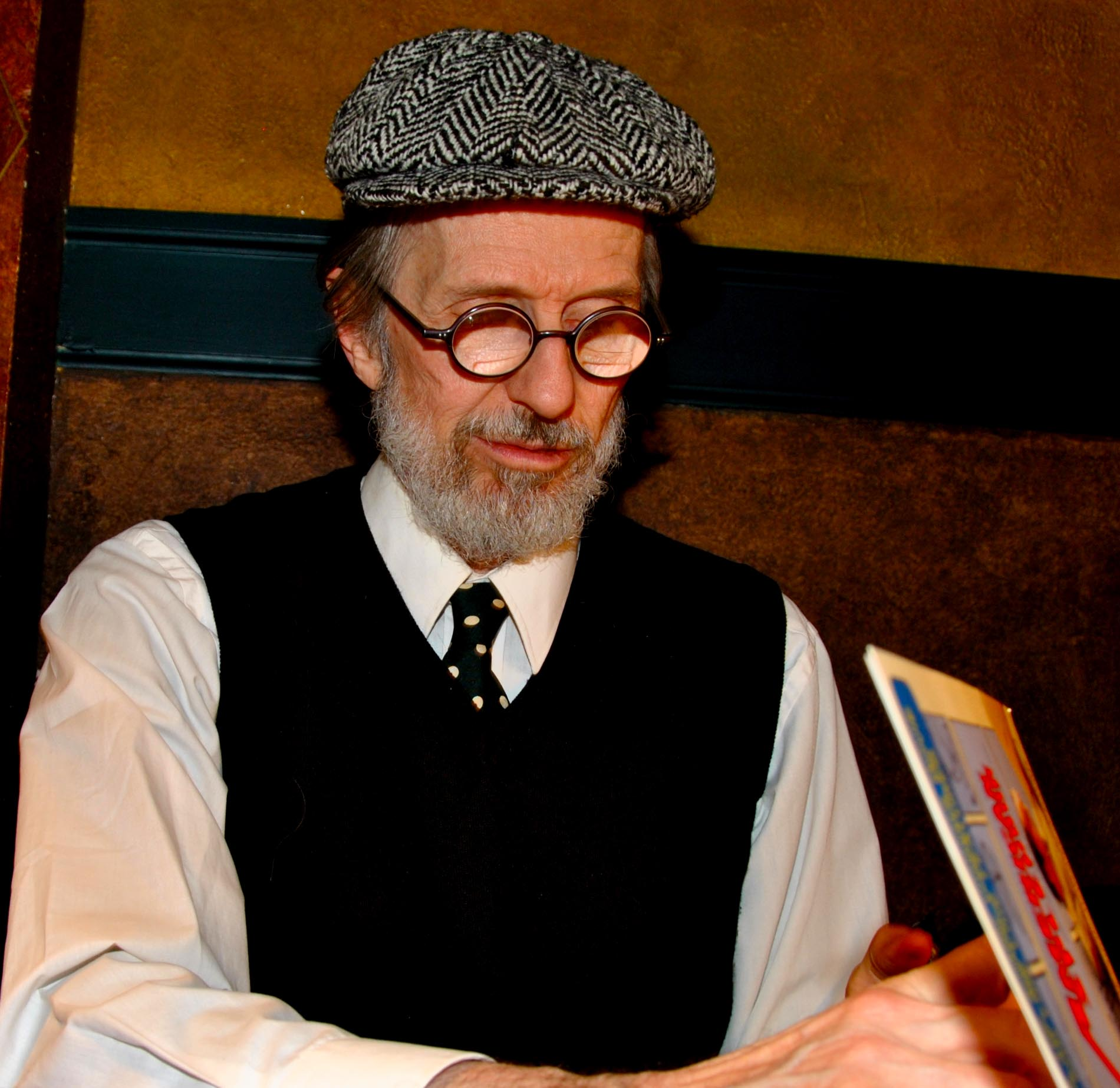
Robert Crumb el 2010

Els comics underground (denominats comix), publicats habitualment en blanc i negre, amb una portada de color brillant, reflectien la contracultura de l'època. A diferència de les publicacions de DC o Marvel, que es dirigeixen a un públic infantil o adolescent, els còmics underground s'adrecen als adults; es diferencien d'altres còmics per la crítica social i política que constitueix la base del seu discurs, per la seva evocació sovint molt franca de la sexualitat, així com pel seu mode de producció i distribució: són obres d'un sol artista i es publiquen originalment en tirades petites per a la seva distribució confidencial.
La novetat que representa el còmic underground pot haver provocat que alguns historiadors del còmic nord-americà els consideressin com l'esdeveniment més interessant de l'època, i menyspreessin els còmics més corrents de l'edat de plata en detriment dels de l'Edat Daurada. Un revisor suggereix que la «legitimitat» del còmic underground artístic està vinculat al seu mode de producció: sent fruit del treball d'un sol individu, són els que millor es corresponen amb la (falsa) idea que té el gran públic de la creació de les tires de premsa. Encara que molts artistes professionals van produir els seus còmics d'aquesta manera, fins i tot durant l'edat de plata, els còmics underground de Robert Crumb i Gilbert Shelton destaquen clarament d'aquesta producció.
Ja el 1959, Gilbert Shelton va dibuixar les aventures de Wonder Wart-Hog. Els primers còmics de contracultura encara no tenien títols propis i apareixien en publicacions underground com l'East Village Other (on van publicar Vaughn Bodé, Spain Rodriguez i Willy Murphy) o en fanzins. El 1964, Jack Jackson va publicar (amb el pseudònim de Jaxon) el que es considera el primer còmic underground, God Nose imprès en 1.000 còpies. Els principals punts de trobada dels escriptors de comix de l'època eren Austin, Texas i Califòrnia. Les seves produccions s'editen i es distribueixen de manera confidencial, i depenen del suport dels propietaris de botigues especialitzades en la contracultura o de les primeres botigues de còmics, com la Gary Arlington's de San Francisco, que va obrir el 1968. Per tant, l'accés a aquestes obres no es fa a través de quioscs, sinó a través d'un circuit de distribució paral·lel retransmès per emissió als campus. Això implica una impressió en quantitat limitada, que no impedeix que aquests còmics tinguin una influència important.
Els comix són el mitjà pel qual els autors distribueixen els seus còmics. Entre aquests, trobem Robert Crumb que va publicar l'any 1967 Zap Comix. El primer número s'imprimeix en 5 000 exemplars, distribuïts a les head shops i a les botigues de discos. Això va animar el mateix any Jay Lynch i Skip Williamson a publicar un còmic anomenat Bijou Funnies que va substituir la revista Chicago Mirror que editaven. L'èxit d'aquests còmics va portar a la creació de les primeres editorials especialitzades en aquest gènere. A finals dels anys 60, mentre els còmics tradicionals s'estaven esgotant, els còmics underground van viure la seva època daurada.

### De l'edat de plata a l'edat de bronze
Cronològicament, l'edat de plata va ser seguida per l'Edat de bronze dels còmics, però el límit entre els dos períodes no està clarament definit. Diversos esdeveniments poden marcar el pas d'una època a una altra, però són sobretot les marcades diferències en l'escriptura les que distingeixen les dues èpoques, amb l'aparició d'una major recerca del realisme. Entre els possibles referents, trobem la publicació l'any 1969 dels últims còmics a 12 cèntims. També es citen diversos números de The Amazing Spider-Man: els números 96–98 de maig a juliol de 1971, escrits per Stan Lee i dibuixats per Gil Kane, publicats sense el segell del Comics Code perquè poguessin referir-se al consum de drogues, que estava completament prohibit per la CCA, o, alternativament, el nº 100 d'octubre de 1971, l'últim abans de l'aparició de Morbius, the Living Vampire. El Comics Code Authority havia aixecat la seva prohibició als vampirs i altres criatures fantàstiques a principis d'any. L'edat de bronze es caracteritza, efectivament, per la proliferació de còmics els protagonistes dels quals són monstres sobrenaturals, com Swamp Thing, Werewolf by Night i The Tomb of Dracula. Una altra moda, la de la fantasia heroica, va ser llançada sobretot a Marvel per Conan the Barbarian, el primer número del qual va aparèixer l'octubre de 1970, amb guions de Roy Thomas i dibuixos de Barry Windsor-Smith. Aquest últim — que havia començat imitant a Jack Kirby — desenvolupa amb aquesta sèrie un estil personal molt treballat, i és llavors una revelació de la indústria del còmic.
L'historiador Will Jacobs situa el final de l'edat de plata l'abril de 1970, quan l'home que la va iniciar, Julius Schwartz, confia Green Lantern (un dels primers herois recreats als albors d'aquest període), les vendes del qual estan disminuint, a un nou equip format pel guionista Denny O'Neil i el dibuixant Neal Adams. Aleshores, els autors decideixen associar el personatge amb un altre superheroi de DC, Green Arrow, que comparteix, per tant, el protagonisme del còmic amb ell. Els guions es tornen més foscos i realistes i adopten un to obertament polític, els autors utilitzen les aventures dels dos herois com a mitjà per abordar els problemes socials de l'època. Per a John Strausbaugh, l'evolució de Green Lantern testimonia el pas d'una època a una altra: mentre que el 1960 va ser un heroi positiu, expressant un optimisme voluntari, el 1970 es va convertir en un personatge cansat i desil·lusionat, aclaparat pel món que l'envolta, mentre que Green Arrow es transforma en una mena de portaveu del repte. En un episodi publicat el 1972, Green Lantern exclama: «Enrere han quedat els dies en què estava segur de mi mateix... Jo era tan jove... Estava tan segur que mai podria equivocar-me! Jove i arrogant, això era Green Lantern. Però he canviat. Sóc més gran... més savi, potser... i molt menys feliç.» Strausbaugh considera que aquest lament de superheroi marca el final de l'edat de plata.
L'especialista Arnold T. Blumberg situa el final de l'edat de plata el juny de 1973, quan Gwen Stacy, la núvia de Spider-Man, és assassinada al nº 121 d'Amazing Spider-Man. Aquest arc narratiu constitueix segons ell «la fi de l'era de la innocència». Tanmateix, matisa aquesta afirmació destacant el caràcter gradual de l'evolució del còmic des de finals dels anys 60, amb la voluntat (compartida per creadors i editors) d'abordar temes més madurs.
Craig Shutt, per la seva banda, refuta la idea que la mort de Gwen Stacy marcaria el final de l'edat de plata. Segons ell, aquest esdeveniment simbòlic es va produir tot i que ja havien sorgit diverses modalitats característiques de l'edat de bronze, com els còmics de monstres o els de fantasia heroica. Shutt també jutja que l'augment del preu dels còmics no constitueix un límit temporal, i subratlla que el pas dels preus de 10 a 12 cèntims, l'any 1962, no va anar acompanyat d'un canvi d'època. Per a ell, el pas a l'edat de bronze està marcat pel nº 102 de Fantastic Four, el setembre de 1970: és l'últim en què Jack Kirby col·labora abans de deixar Marvel per unir-se a DC. Un altre fet significatiu va tenir lloc el mes anterior amb la jubilació de l'editor Mort Weisinger, responsable dels títols de Superman, després del nº 229.
Per tant, no és amb una crisi, sinó per una transformació progressiva del còmic que acaba l'edat de plata. La següent època, l'Edat de bronze, va veure com els superherois es fonamentaven més en la realitat, l'auge de les editorials independents de la premsa clandestina, la creació d'un nou sistema de distribució i el desenvolupament de botigues especialitzades en còmics i l'arribada de joves creadors com ara els guionistes Gerry Conway, Steve Englehart, Mike Friedrich, Marv Wolfman, Steve Gerber, Don McGregor, Doug Moench i Len Wein, i els dibuixants John Byrne, Marshall Rogers, P. Craig Russell i Bernie Wrightson, que van imposar un estil de dibuix i escriptura més realistes.

## Relacions amb altres mitjans

### Adaptacions de personatges de còmic

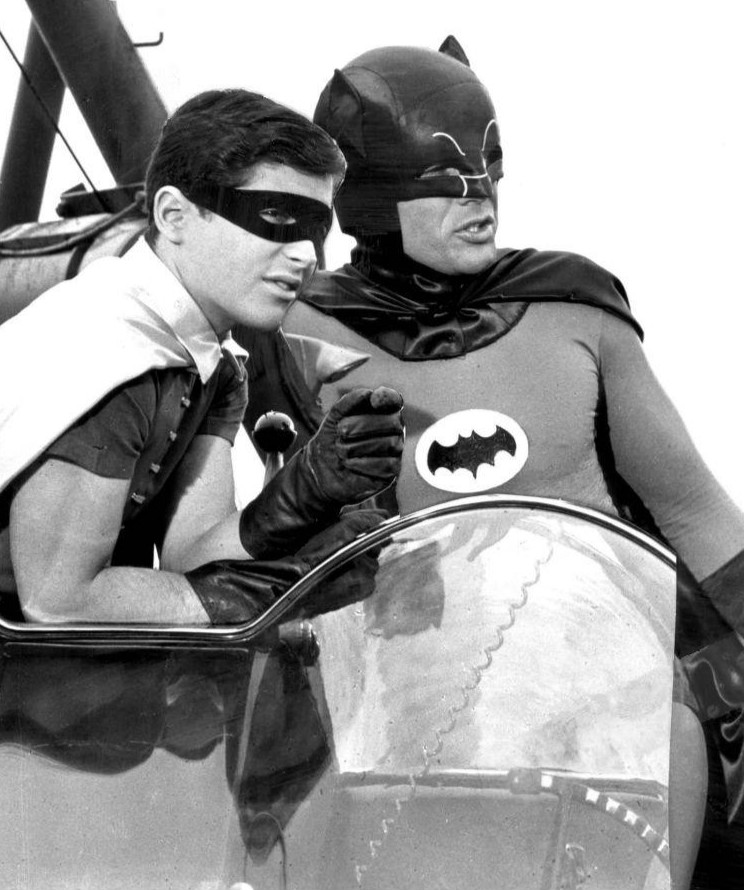
Batman i Robin a la pel·lícula de 1966

Com a l'Edat Daurada, les editorials estan molt interessades en altres mitjans, però durant aquest període pràcticament no hi ha adaptacions de personatges del còmic al cinema. De fet, la dècada de 1950 va veure la televisió suplantar el cinema com a mitjà de comunicació de masses i, per tant, va ser cap a aquest mercat on les editorials es van dirigir. La primera sèrie de televisió amb Superman, Adventures of Superman, es va emetre entre 1952 i 1958. L'única pel·lícula de superherois realitzada durant l'edat de plata va ser Batman de 1966, però principalment va ser una adaptació de l'exitosa sèrie de televisió que es va emetre durant tres temporades, de 1966 a 1968. Aquesta sèrie, amb un to humorístic, dona a l'univers de Batman una visió deliberadament paròdica, mentre que els autors dels còmics intenten, alhora, donar-li un to menys infantil.
De 1966 a 1969, Filmation va produir diverses sèries de dibuixos animats amb personatges de DC Comics i es van emetre els dissabtes al matí. El 1967-1968, la sèrie The Superman/Aquaman Hour of Adventure va comptar amb molts superherois a més dels dos personatges homònims, com Hawkman, Green Lantern, The Atom i els Teen Titans. Els personatges de Marvel Comics també tenen dret a adaptacions de dibuixos animats. La primera sèrie, titulada The Marvel Super-Heroes, es va emetre de setembre a desembre de 1966 i va incloure episodis curts protagonitzats pel Capità Amèrica, Hulk, Iron Man, Thor i Namor. L'animació es redueix al mínim: els episodis estan compostos per fotocòpies de capses de còmics on només s'animen els llavis dels personatges durant els diàlegs. De vegades, durant una baralla, un braç o una cama també es poden reelaborar per donar la impressió de moviment. Els Quatre Fantàstics tenen la seva sèrie de dibuixos animats de 1967 a 1968 (Alex Toth treballa en els gràfics dels personatges), així com Spider-Man de 1967 a 1970.

### Adaptacions en els còmics
Des dels seus orígens, els còmics han adaptat obres d'altres mitjans. Així l'any 1935, en els còmics New Fun, la novel·la Ivanhoe s'adapta en diversos números. Aquest tipus d'adaptació va continuar al llarg de l'Edat d'Or com es veu en les adaptacions de contes de Ray Bradbury per EC Comics. Aquestes van ser recopilades a mitjans dels anys 60 per l'editorial Ballantine Books, que va publicar col·leccions d'aquestes històries en còmics. Aquests llibres són pioners a crear un format d'àlbum reeditant històries prepublicades en comic book.
Les pel·lícules i les sèries de televisió també són l'objecte de còmics. Va ser mitjançant la publicació de títols adaptats de pel·lícules de gran èxit, en particular Disney, que Dell Publishing es va convertir i es va mantenir en la major editorial de còmics de l'Edat Darauda i de l'edat de plata. Aquesta companyia fa el mateix amb les sèries de televisió, en particular els westerns, que després viuen una època daurada a la pantalla petita. També s'adapten altres sèries, com Star Trek, que proporciona a Gold Key Comics uns ingressos importants mentre la sèrie es dispara a les pantalles.

## Aspectes econòmics
Mentre que, durant l'època daurada, els comic books tenien entre 64 i 96 pàgines, el seu nombre de pàgines es va reduir molt després de la guerra, passant de 64 a 32. Com que els comic books podien ser antologies o presentar una història completa, els editors i autors van adaptar la història a la longitud dels còmics. En el primer cas, el nombre d'històries que constitueixen l'antologia es divideix simplement, mentre que en el segon cas la narració, que sovint es presentava en diversos capítols, esdevé més continuada. Així, a Marvel Comics, Stan Lee abandona la història en diverses parts en el n° 15 de Fantastic Four per presentar una història única. A més, al costat d'aquest format de còmic apareix l'annual, un número excepcional que apareix una vegada a l'any que inclou 72 pàgines, de 64 pàgines.
L'edat de plata també està marcada per un augment del preu dels còmics. Des de 1933 i l'aparició dels primers comic books, el seu preu s'havia mantingut sempre en 10 cèntims, fins i tot durant els períodes d'alta inflació com ara després de la Segona Guerra Mundial, però als editors els costa mantenir aquest preu, sobretot quan les vendes disminueixen. El primer editor que va fer el pas d'augmentar els preus va ser Dell Comics. Els seus còmics estrella com Walt Disney's Comics and Stories van veure el seu nombre de còpies venudes reduïdes a la meitat entre principis dels anys 50 i principis dels 60, passant de 4 a 2 milions. Tanmateix, les empreses que, com Disney, posseeixen els personatges utilitzats en els còmics de Dell, no redueixen el cost dels drets d'ús, la qual cosa obliga, per tant, Dell a augmentar el preu dels seus còmics. El febrer de 1959, la menció Still 10 ¢ ("encara 10 cèntims") va aparèixer a les portades dels còmics, fet que va fer temer un proper augment que es va materialitzar a principis de 1961 passant a 15 cèntims. Un mes abans, DC Comics va posar el mateix missatge Still 10¢ als seus còmics, i va ser el torn de Charlton Comics un mes després. Tanmateix, cap editor imita Dell augmentant els seus preus. Aquest augment no aporta res positiu a Dell, ja que els nens s'allunyen dels seus còmics: les vendes de Walt Disney's Comics and Stories es divideixen per 4. No va ser fins al desembre de 1961 que DC va canviar el preu dels seus còmics a només 12 cèntims. En els mesos següents, totes les editorials, excepte Dell, que va mantenir el preu de 15 cèntims, van apujar el preu dels seus còmics a 12 cèntims. Aleshores, aquest preu continua sent l'estàndard fins a finals de la dècada, després de la qual augmenta a 15 cèntims.

Els sous dels dibuixants han canviat poc al llarg dels anys. Al final de l'edat daurada, els guionistes i els artistes obtenen entre 5 i 10 $ per pàgina. A mitjans de la dècada de 1960, el salari mitjà era de 10 $. D'altra banda, els sous dels coloristes són molt baixos, ja que només reben 2 $ per pàgina. És per això que els dibuixants abandonen aquest aspecte de l'obra per dedicar-se sobretot al dibuix, que és més lucratiu.

## Aspects artístics

### Guions

#### Tècniques d'escriptura
Els còmics de superherois de l'edat de plata estan dominats per dues companyies: DC Comics i Marvel Comics. L'oposició entre les dues cases no és només econòmica: també es reflecteix en els seus diferents plantejaments de la construcció d'una història. De fet, els responsables editorials de DC insisteixen a dominar el guió, mentre que Stan Lee, editor de tots els còmics de Marvel, prefereix centrar-se en els personatges. En un cas, la idea general de la història sembla passar abans que l'heroi, mentre que en el segon, és l'heroi qui està abans que la història. A DC, Julius Schwartz va tenir la idea de dibuixar les portades abans que s'escrigués el guió detallat, descrivint el marc general al dibuixant. La portada, doncs, està necessàriament lligada a l'aventura narrada als còmics, de la qual destaca els elements més cridaners, al voltant dels quals els guionistes poden brodar després.

#### El mètode Marvel

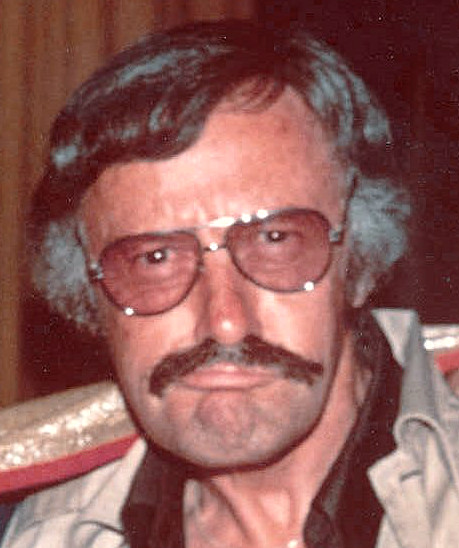
Stan Lee el 1973.

Quan va començar a crear còmics de superherois, Stan Lee va abandonar les regles no escrites del gènere i va innovar en diverses àrees. En primer lloc, fa baixar els superherois del seu pedestal: malgrat els seus superpoders, només són éssers humans, la vida quotidiana dels quals està formada per les mateixes preocupacions que les persones “normals”. Lee també ajuda a desenvolupar relacions entre personatges dins d'un univers de ficció compartit: els herois de l'Univers Marvel es troben, s'enfronten i s'alien, i els nous desenvolupaments relacionats amb aquest univers es duen a terme a tots els còmics per tal de ser accessibles a tots els lectors, sigui quin sigui el seu títol preferit.
A més, com que era el principal guionista de Marvel a principis dels anys 60, Stan Lee va confiar als dibuixants una gran part del desenvolupament dels còmics. Un cop dibuixada la història, Lee afegeix els textos els caixetins i globus de parla. Aquest mètode, que permet obtenir històries basades més en el dinamisme dels dibuixos, és encara més fàcil d'implementar ja que Lee treballa amb artistes complets com Jack Kirby, Steve Ditko, Wally Wood o Bill Everett, que dominen perfectament l'art de la narració dibuixada.
Al voltant de 1962/1963, els fans van notar una gran diferència entre els còmics amb diàlegs de Stan Lee i les trames de Jack Kirby o Steve Ditko i els còmics escrits per gent com Larry Lieber i Robert Bernstein i dibuixats per Don Heck, Dick Ayers i Stan Goldberg (que estava dibuixant els còmics d'humor adolescent de Marvel). Els aficionats preferien els primers que els segons, així que Lee es va desfer d'aquests escriptors i va escriure tots els còmics ell mateix, amb tots els artistes passant també al "Mètode Marvel".
Els resultats són mitxes, com ara amb Don Heck que es troba més a gust en el registre romàntic que en les escenes d'acció. Fins i tot si l'èxit dels còmics de Marvel va portar a Lee a reclutar nous escriptors, aquest mètode de coescriptura amb el dibuixant va persistir i es va convertir en el "Mètode Marvel".

#### Evolucions narratives
El setembre de 1961, al número 123 de Flash, l'episodi Flash of Two Worlds, amb guió de Gardner Fox, va reunir el Flash contemporani (Barry Allen) i el Flash les aventures del qual van aparèixer a la dècada de 1940 (Jay Garrick). Aleshores descobrim que els dos personatges viuen en mons paral·lels entre ells. Aquest episodi, tot i que proporciona una explicació de l'existència de diverses versions dels mateixos personatges, aporta a l'univers DC coherència interna i possibilitats de guió. De fet, DC estableix més tard que els superherois els lectors dels quals han seguit les aventures dels còmics publicats abans de l'edat de plata viuen en un univers paral·lel, batejat com Terra-2. Els personatges que van aparèixer durant l'edat de plata, així com els que vindran després, viuen a la Terra-1. Les dues realitats estan separades per un camp vibratori que es pot creuar, el que permet imaginar històries en què superherois de diferents mons es troben i s'ajuden. És el cas dels personatges reinventats durant l'edat de plata com Flash o Green Lantern, però també d'aquells les aventures dels quals no havien deixat mai d'aparèixer, com Batman o Superman que en determinades ocasions es troben amb els seus homònims del món paral·lel (els personatges de l'edat daurada es presenten com a més grans, ja que les seves aventures es van publicar abans).
L'edat de plata va anar acompanyada d'una progressiva evolució dels guions que, a finals dels anys seixanta, s'adreçaven a un públic menys infantil que a principis de la dècada. Des del primer moment, les històries del nou Flash abandonen l'humor que caracteritzava les de l'anterior versió del personatge. Les aventures del nou Green Lantern estan dirigides a un públic d'adolescents bastant madurs. Les sèries protagonitzades per Batman, clarament atenuades als anys 50, segueix dirigint-se, al contrari, a un públic molt jove: alguns episodis són al límit del disbarat. A mitjans de la dècada de 1960, però, Julius Schwartz es va dedicar a restaurar l'univers Batman a un to més seriós.
Sense apartar-se de l'estil general de les històries de superherois, els autors introdueixen diverses innovacions que permeten aprofundir en la psicologia dels personatges. Amb Spider-Man, Lee vol crear un personatge amb el qual els seus lectors es puguin identificar directament: el superheroi és aquí un adolescent, confrontat en la seva vida quotidiana amb els problemes habituals de la joventut. Amb Iron Man, que, al principi de la sèrie, s'enfronta a greus problemes cardíacs i després amb Daredevil, que compensa la seva ceguesa gràcies a sentit de radar, combina la figura del superheroi amb el tema de la discapacitat. Els herois de Marvel de vegades són marginals, fins i tot rebutjats per la societat, com els X-Men. Aquesta idea també es troba a DC a la sèrie Doom Patrol, creada uns mesos abans que The X-Men. A més, l'ús de personatges fantasiosos com els de Doom Patrol, o com Metamorpho que va aparèixer l'any 1965 a DC, permet que els guionistes i dibuixants de certes sèries narratives i innovacions gràfiques coquetegin de vegades amb el surrealisme.
Alguns autors es permeten audàcies: el febrer de 1967, al número 353 d'Adventure Comics, el jove guionista Jim Shooter va matar Ferro Lad, membre del grup Legion of Super-Heroes. El 1968, Stan Lee va llançar un còmic amb el Silver Surfer, un personatge que havia aparegut uns mesos abans a Fantastic Four. Lee pretenia, amb aquesta sèrie dibuixada per John Buscema, adreçar-se a un públic més madur i donar a les històries un to voluntàriament filosòfic. Tanmateix, aquest intent no va aconseguir un gran èxit comercial en aquell moment, i la sèrie va acabar després de divuit episodis.

#### Cartutxos i bombolles
DC i Marvel també destaquen pel seu ús de caixetins. A DC, és una manera perquè el narrador omniscient expliqui la història, influenciat per la literatura de ciència-ficció (els guionistes John Broome o Otto Binder també són escriptors), mentre que a Marvel, permeten al propi guionista dialogar directament amb el lector. Stan Lee busca crear una relació amistosa entre lectors i autors.
Els diàlegs, de vegades grandiloqüents, amb prou feines brillen per les seves qualitats literàries; les paraules dels personatges s'utilitzen massa sovint per explicar allò que de fet ja és visible en la vinyeta. Els globus que s'utilitzen per als pensaments dels personatges tenen el mateix paper: sovint repeteixen informació ja present al dibuix. Altres vegades aporten informació addicional, que serveix de contrapunt al discurs. Algunes vinyetes es dibuixen amb la forma habitual de bombolla de pensament, amb una sèrie de semicercles enlloc d'una línia recta, per introduir un flashback.

### Dibuixos

#### Estils

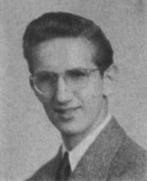
Steve Ditko, creador del Doctor Strange i cocredor de Spider-Man, fotografiat el 1945.

La identitat de les dues editorials passa també pel seu estil artístic. DC està simbolitzat per l'estil elegant de Gil Kane, que és adoptat pels altres dibuixants de la casa, amb dibuixos molt clars i al servei del guió. A Marvel, els artistes estan convidats a emular l'estil enèrgic de Jack Kirby, tot i que alguns poden imprimir la seva pròpia personalitat, com ara Steve Ditko del qual s'aprecia el dibuix més angular. La línia de Kirby és bastant tosca a principis dels anys 60, quan havia d'il·lustrar un gran nombre de sèries alhora: a la segona meitat de la dècada, es va concentrar en un nombre menor de còmics i va poder desenvolupar un estil ple d'efectes espectaculars, alguns aspectes dels quals de vegades es comparen amb el art pop. En les aventures dels Quatre Fantàstics com en les de Thor, escenifica un univers de ciència-ficció amb escenografies molt treballades.
A més de les seves il·lustracions per a Spider-Man, Ditko destaca pels universos surrealistes que imagina per a la sèrie Doctor Strange, creada el 1963: per les seves imatges psicodèliques, aquest còmic va ser considerat aleshores molt innovador per diversos autors joves de còmic underground. Fins i tot s'ha jutjat com a contracultura, mentre que Steve Ditko i Stan Lee n'estan molt allunyats.
Al final de l'edat de plata, dibuixants com Jim Steranko, Neal Adams o Gene Colan es van alliberar del marc tradicional i van triar un art més expressiu. També s'inspiren en altres formes d'art: Adams posa tocs de naturalisme al seu dibuix, mentre que Steranko integra art pop, surrealisme] i elements de disseny gràfic. L'estil voluntàriament turmentat d'Adams es nota notablement a la sèrie Deadman, publicada per DC, i la de Steranko amb Nick Fury, Agent of S.H.I.E.L.D., a Marvel.

#### Dissenys
La composició de les vinyetes es manté inalterada durant molt de temps respecte a l'edat daurada, representant l'acció a l'alçada humana, per fer del lector un testimoni de l'escena. A poc a poc, els dibuixants van inventant noves maneres de representar l'acció. Els plans picats i contrapicats són cada cop més freqüents, i els artistes adopten un estil més expressiu, especialment a Marvel. Jack Kirby abandona el formalisme de la pàgina de sis vinyetes idèntiques per inserir pàgines d'una sola vinyeta (splage page) a les seves històries, de vegades construïdes amb la tècnica del collage a partir de fotografies retallades de revistes que formen el teló de fons on després col·loca els seus personatges.
Algunes convencions d'estil s'estableixen implícitament als títols de l'edat de plata. Per exemple, és habitual que la primera pàgina (en vinyeta única) serveixi de segona portada, donant una idea del que vindrà a l'episodi. Així que la majoria de les històries comencen pròpiament a la pàgina dos. Per descomptat, la portada pretén atraure el lector, destacant els elements més sorprenents de la història.

### Crèdit dels autors
A DC com a Marvel, els autors treballen sota l'autoritat d'un director editorial. Aquesta posició editorial, creada durant l'edat daurada, l'ocupa un autor particular, encarregat d'indicar a la resta de dibuixants i guionistes la temàtica general de cada episodi. A partir de la primera meitat dels anys 60, Stan Lee va decidir acreditar a totes les persones que havien participat en la creació d'un còmic, el que va donar més importància als guionistes, l'obra dels quals era desconeguda anteriorment.
DC es queda per darrere de Marvel pel que fa al crèdit d'autor. Així, les històries de Batman continuen sent atribuïdes a Bob Kane tot i que aquest últim no hi ha contribuït durant diversos anys. No va ser fins al 1964 que Carmine Infantino, que aleshores dibuixava Batman amb el títol Detective Comics, va aconseguir, gràcies al suport de Julius Schwartz, signar la sèrie en lloc de Bob Kane. El crèdit dels autors de DC depenia de la política que segueixin els directors editorials dels diferents títols: a diferència de Schwartz, Mort Weisinger es mostra molt reticent a citar els guionistes i dibuixants dels còmics dedicats a Superman, que no comença a acreditar ocasionalment fins al 1967. Els autors de les aventures de Superman van haver d'esperar la seva jubilació el 1970 per ser autoritzats sistemàticament a signar el seu treball.
Al final del període, els guionistes i dibuixants van gaudir d'un major reconeixement. Tanmateix, i d'acord amb la jurisprudència vigent als Estats Units, no obtenen royalties per les històries ni els personatges que creen, que segueixen sent propietat de les editorials. Aquest estat de coses, sobretot en el cas del mètode Marvel on els dibuixants participen molt activament en el desenvolupament de les històries, sense ser reconeguts com a coautors porta a disputes: Jack Kirby, el dibuixant estrella de Marvel, treballa sense contracte i no rep cap compensació econòmica quan els seus dibuixos es reprodueixen com a tals a les adaptacions animades. La seva frustració el va portar finalment a deixar Marvel el 1970. Posteriorment, va reclamar l'autoria de totes les històries que il·lustrava, mentre iniciava una batalla legal amb el seu antic editor per obtenir el retorn de les seves pàgines originals. A molts dels originals de Kirby es poden veure notes al marge en les que el dibuixant explicava el que succeïa a l'editor perquè aquest puguès escriure els textos. Lee ja havia tingut abans disputes amb Steve Ditko i Wally Wood abans que aquest deixessin l'editorial.

## Relació amb els lectors
A diferència dels de períodes anteriors, els personatges de l'edat de plata són "imperfectes i dubitatius" i això és especialment visible en els còmics publicats per Marvel Comics on les debilitats dels herois faciliten que els lectors s'identifiquin amb ells. A més, Stan Lee organitza una política editorial adreçada als lectors: opta per promocionar els dibuixants que participen en la creació d'aquestes històries, s'adreça al lector en determinades bombolles i ofereix conferències a universitats. Així, el lector esdevé membre d'una comunitat formada al voltant dels còmics de Marvel i això es va fer oficial el febrer de 1965 quan Stan Lee va crear el club de fans M.M.M.S (acrònim de "Merry Marvel Marching Society") que el 1969 es va convertir en Marvelmania International. Stan Lee, en fer-ho, innova menys del que desenvolupa idees preexistents. EC Comics, a la dècada de 1950, va ser la primera editorial a crear un club de fans, The EC Fan-Addict Club. En els pulps publicats per Hugo Gernsback i els còmics de DC Comics, el correu dels lectors ja no és anònim, fet que permet crear xarxes de fans. Finalment, algunes editorials, com ara Charlton Comics, organitzen concursos d'escriptura que contribueixen a la interactivitat entre l'editor i el lector.
Diverses sèries de superherois també volen ser reflex, no només de les inquietuds, sinó també dels referents culturals dels seus lectors: la sèrie Teen Titans, a DC, té com a protagonistes un equip d'herois adolescents i multiplica les al·lusions, de vegades emfàtiques, a la cultura jove de l'època.